# اچ‌ام‌اس الیوستریوس (۱۸۰۳)
اچ‌ام‌اس الیوستریوس (۱۸۰۳) (به انگلیسی: HMS Illustrious (1803)) یک کشتی بود که طول آن ۱۷۵ فوت (۵۳ متر) بود. این کشتی در سال ۱۸۰۳ ساخته شد.